# Lista siturilor arheologice din județul Dâmbovița - N
Lista siturilor arheologice din județul Dâmbovița - N conține toate siturile arheologice din județul Dâmbovița înscrise în Repertoriul Arheologic Național (RAN) și aflate în localități al căror nume începe cu litera N. RAN este administrat de Ministerul Culturii și Patrimoniului Național și cuprinde date științifice, cartografice, topografice, imagini și planuri, precum și orice alte informații privitoare la zonele cu potențial arheologic, studiate sau nu, încă existente sau dispărute.
Puteți căuta un sit din localitățile care încep cu litera N folosind formularul de mai jos sau puteți naviga prin toate siturile din județ la Lista siturilor arheologice din județul Dâmbovița.
| Cod RAN                                  | Denumire | Localitate                   | Adresă      | Datare                            | Descoperit | Coordonate | Imagine           | Erori            |
| ---------------------------------------- | --- | ---------------------------- | ----------- | --------------------------------- | ---------- | ---------- | ----------------- | ---------------- |
| 68271.01.01 (Cod LMI: DB-I-m-B-17087.02) | Situl arheologic de la Neajlovu - "Tăvârleanca" / ansamblu anonim (Categorie: locuire civilă) (Tip: Așezare)                                       | sat Neajlovu, comuna Morteni | Tăvârleanca |                                   |            |            | Încărcați imagine | Raportați eroare |
| 68271.01.02 (Cod LMI: DB-I-m-B-17087.01) | Situl arheologic de la Neajlovu - "Tăvârleanca" / ansamblu anonim (Categorie: locuire civilă) (Tip: Așezare)                                       | sat Neajlovu, comuna Morteni | Tăvârleanca | sec. V - VII                      |            |            | Încărcați imagine | Raportați eroare |
| 68271.02.01 (Cod LMI: DB-I-m-A-17088.02) | Situl arheologic de la Neajlovu - "Valea Mare" / ansamblu anonim (Categorie: locuire civilă) (Tip: Așezare)                                        | sat Neajlovu, comuna Morteni | Valea Mare  |                                   |            |            | Încărcați imagine | Raportați eroare |
| 68271.02.02 (Cod LMI: DB-I-m-A-17088.01) | Situl arheologic de la Neajlovu - "Valea Mare" / ansamblu Siliștea satului Drăghiești (Categorie: locuire civilă) (Tip: Așezare rurală)            | sat Neajlovu, comuna Morteni | Valea Mare  | sec. XVII - XIX                   |            |            | Încărcați imagine | Raportați eroare |
| 68299.01.01 (Cod LMI: DB-I-s-B-17089)    | Așezarea daco-romană de la Nucet - "Chirigioaia" / ansamblu anonim (Categorie: locuire civilă) (Tip: Așezare)                                      | sat Nucet, comuna Nucet      | Chirigioaia | sec. IV                           |            |            | Încărcați imagine | Raportați eroare |
| 68299.02.01 (Cod LMI: DB-II-a-A-17608)   | Ansamblul Mănăstirii Nucet / ansamblu Ansamblul Mănăstirii Nucet (Categorie: structură de cult/religioasă) (Tip: Mănăstire)                        | sat Nucet, comuna Nucet      |             | sec. XV, transf. 1746 și sec. XIX |            |            | Încărcați imagine | Raportați eroare |
| 68299.02.01 (Cod LMI: DB-II-a-A-17608)   | Ansamblul Mănăstirii Nucet / ansamblu Ansamblul Mănăstirii Nucet / complex anonim (Categorie: structură de cult/religioasă) (Tip: turn clopotniță) | sat Nucet, comuna Nucet      |             | sec. XV                           |            |            | Încărcați imagine | Raportați eroare |
| 68299.02.01 (Cod LMI: DB-II-a-A-17608)   | Ansamblul Mănăstirii Nucet / ansamblu Ansamblul Mănăstirii Nucet / complex anonim (Categorie: structură de cult/religioasă) (Tip: chilie)          | sat Nucet, comuna Nucet      |             | sec. XV                           |            |            | Încărcați imagine | Raportați eroare |
| 68299.02.01 (Cod LMI: DB-II-a-A-17608)   | Ansamblul Mănăstirii Nucet / ansamblu Ansamblul Mănăstirii Nucet / complex anonim (Categorie: structură de cult/religioasă) (Tip: zid de incintă)  | sat Nucet, comuna Nucet      |             | sec. XV                           |            |            | Încărcați imagine | Raportați eroare |
| 68299.02.02 (Cod LMI: DB-II-a-A-17608)   | Ansamblul Mănăstirii Nucet / ansamblu anonim (Categorie: structură de cult/religioasă) (Tip: Biserică)                                             | sat Nucet, comuna Nucet      |             | sec. XV, transf. 1746 și sec. XIX |            |            | Încărcați imagine | Raportați eroare |